# Lechtal
El Lechtal es un valle alpino de Austria, cuya mayor parte pertenece al estado de Tirol y una parte pequeña a Vorarlberg. El río Lech fluye a través del valle.

## Ubicación

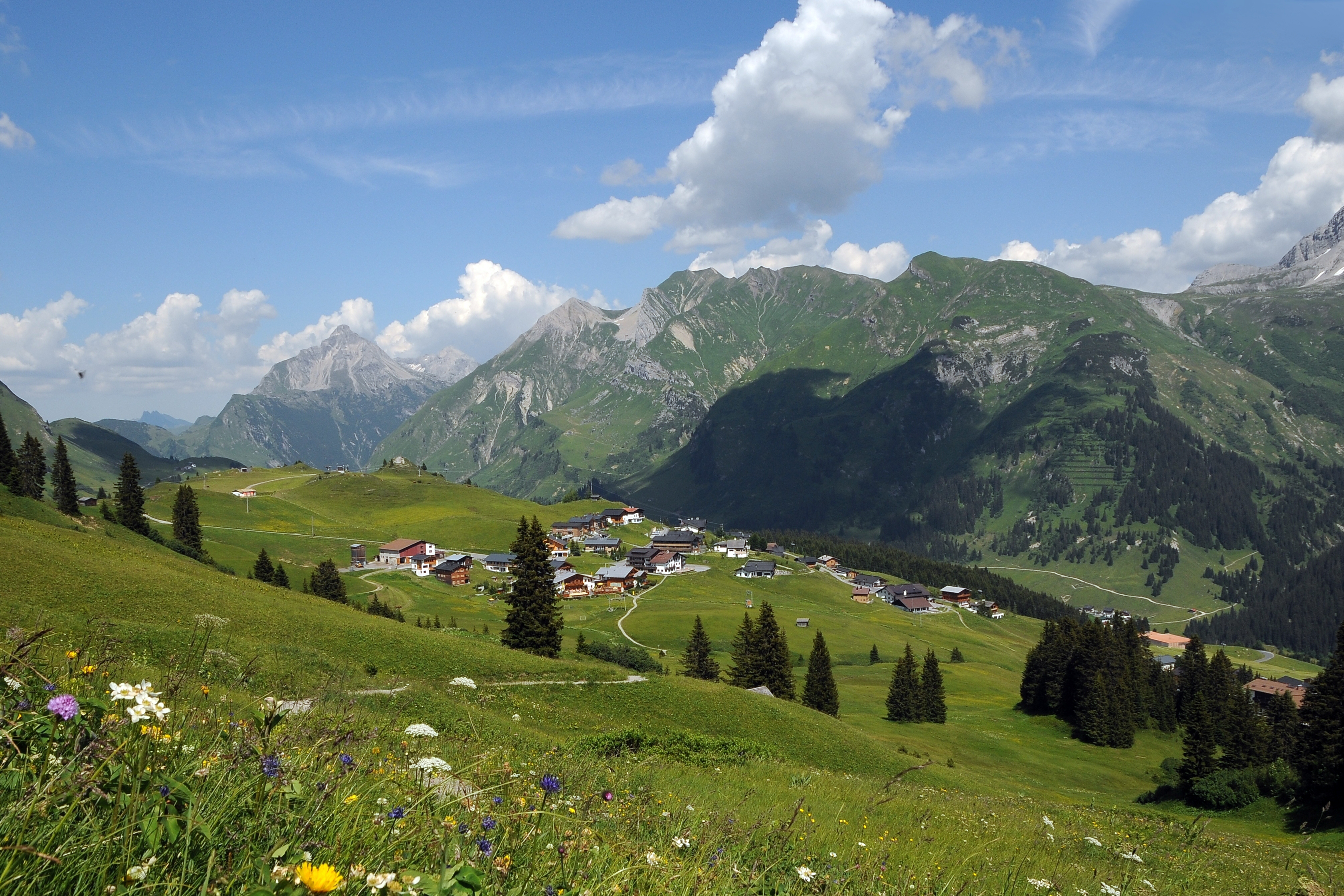
Lechtal en el Tirol, Austria

El valle está limitado geográficamente por los Alpes Lechtal en el sur y los Alpes Allgäu en el norte. El valle superior del Lech, con sus asentamientos de Zürs am Arlberg y Lech en Vorarlberg, es una zona de esquí muy conocida, mientras que el resto del valle está bastante menos desarrollado para el turismo. Hay polígonos industriales y comerciales, especialmente en la cuenca de Reutte.
Varios valles laterales se ramifican en el Lechtal, incluyendo, en el lado izquierdo, el Hornbachtal y el Tannheimer Tal. A la derecha, una carretera que atraviesa el Namlostal une Stanzach con Berwang y Bichlbach. La ruta a través del Bschlabertal va a Bschlabs, Boden y sobre el paso de Hahntennjoch a Imst. El Gramaistal y el Kaisertal son también valles situados en el lado derecho del valle de Lechtal. Cerca de Füssen, el valle se convierte en el Bosque Alpino de Baviera.
Los asentamientos del valle son: Steeg - Hägerau - Holzgau - Stockach - Bach - Elbigenalp - Häselgehr - Elmen - Martinau - Vorderhornbach - Stanzach - Forchach, los pueblos de los valles laterales son: Namlos - Hinterhornbach - Bschlabs - Boden - Gramais - Kaisers.

## Economía y turismo

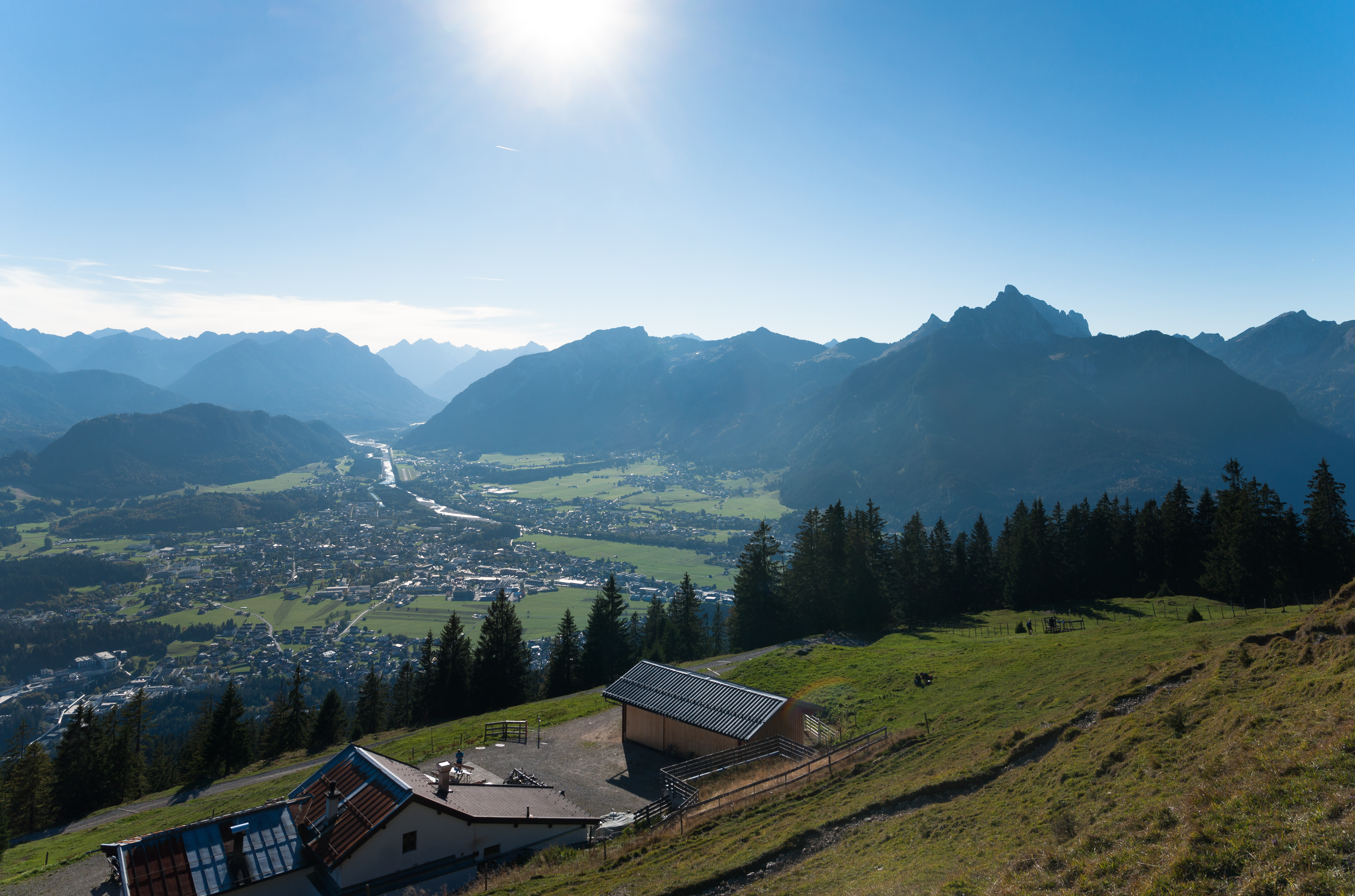
El valle inferior del Lech cerca de Reutte

El valle superior es conocido por su zona de esquí  de Lech (Vorarlberg) / Zürs en el Arlberg. Esta región es un importante lugar de empleo regional en el valle y bien conocida por su clientela de lujo y exclusiva como la casa real holandesa. Hay muchas marcas de lujo internacional en el centro de la ciudad de Lech y por lo tanto, el poder adquisitivo de Lech es uno de los más altos de Austria (6.110 euros por persona).
El turismo de invierno es un factor importante con 275.000 pernoctaciones y una estancia superior a la media de 5,2 noches por persona. Muchas ciudades se benefician del Arlberg y las zonas de esquí están bien interconectadas. Los turistas pueden practicar el esquí, el excursionismo, el senderismo con raquetas de nieve, el esquí de fondo, el freeride, el heliesquí y el snowboard en el snowpark  "Lech am Schlegelkopf" con 17 obstáculos.
Sin embargo, el Lechtal es un destino turístico para todo el año. El parque nacional del Lechtal ofrece muchas posibilidades para las temporadas más cálidas como la observación de aves, el senderismo, el ciclismo de montaña, etc. El sendero del Lechtal (en alemán: Lechweg) es un sendero de 125 km que comienza  en el lago "Formarinsee" en Lech/ Vorarlberg y conduce a las cataratas cerca de Füssen/ Alemania. La parte en el Lechtal ofrece una gran vista del valle y conduce a los visitantes a través de uno de los últimos paisajes fluviales salvajes de Europa.

## Dialectos

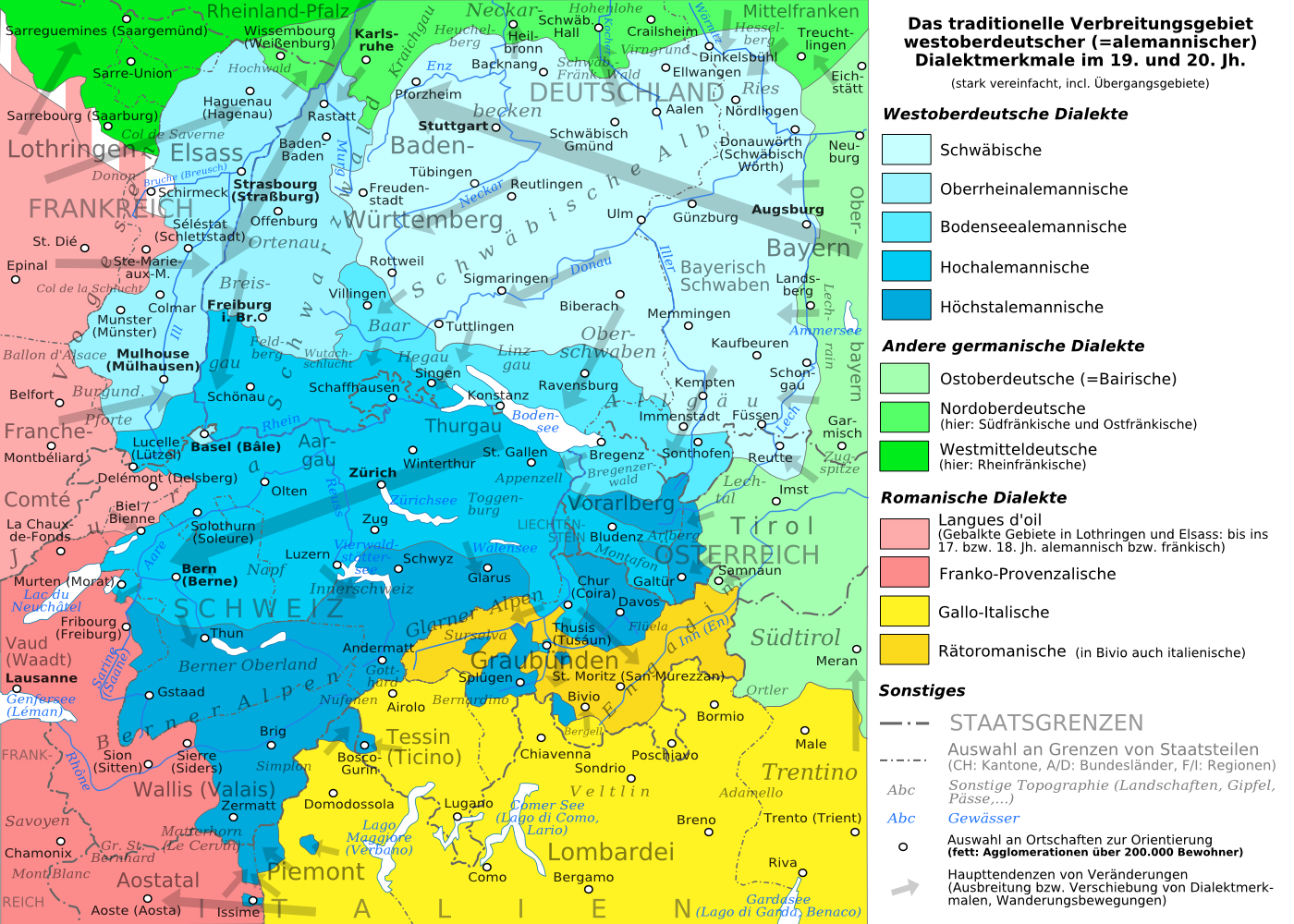
El área de distribución tradicional del dialecto del Alto Alemán Occidental (=Alemánico) en los siglos XIX y XX. El valle del Lech austriaco se encuentra en el borde sureste de esta región. La división del valle del Lech austriaco entre 3 regiones dialectales se muestra claramente.

La parte austriaca del valle del Lech es notable porque alberga tres regiones dialectales muy diferentes. Los municipios de la parte alta del valle, hasta Steeg y Kaisers inclusive, pertenecen a la región dialectal del alemánico superior. El valle central del Lechtal, desde Holzgau hasta Stanzach, forma parte de la región lingüística de Baviera. La parte más baja del valle desde Forchach, en el este hasta el Lähn (municipio de Bichlbach) es predominantemente una zona de habla suaba. Las zonas más altas de habla alemana y suaba forman parte de la región de habla alemana.

## Parque Nacional del Lechtal del Tirol
En 1997 se comenzó a trabajar seriamente en una propuesta para establecer un parque nacional dentro del valle de Lech en el Tirol. El Parque Nacional Tiroler Lechtal debía abarcar una superficie de 41,38 km² y se extiende desde el municipio de Steeg, en el Tirol, hasta Vils, en el Tirol, en la frontera sur de Alemania. Cubre el río salvaje Lech con todas sus praderas inundadas, valles laterales, llanuras inundables y parte de los bosques mixtos de montaña que lo rodean y es uno de los últimos paisajes fluviales salvajes con un lecho de río en constante cambio.
El proceso oficial de evaluación del parque nacional comenzó a principios de febrero de 2003, pero en 2004 el gobierno del estado de Tirol decidió en su lugar establecer una reserva natural y otorgarle la condición de parque natural. La decisión a favor de un parque natural y en contra de un parque nacional reconocido internacionalmente se debió en parte a la interferencia en la caza que habría causado un parque nacional.
El parque alberga un tercio (1.116) de todas las especies de plantas que se pueden encontrar en el Tirol, de las cuales 392 se consideran "valiosas" y "en peligro". Además, el lecho del río salvaje consiste en grava y arena y la forma se va desplazando con cada inundación. Junto con las praderas, este ecosistema alberga mucha vida salvaje como aves, anfibios, insectos, arañas (Arctosa cinerea), cangrejos y otras especies de peces como el toro europeo.

## Flora y fauna
Cabe mencionar los paisajes fluviales alpinos interiores con sus enebros, los rodales de Myricaria (Myricaria germanica), la variedad de aves y al menos 1.160 flores silvestres identificadas.